# Seznam visutých mostů s největším rozpětím

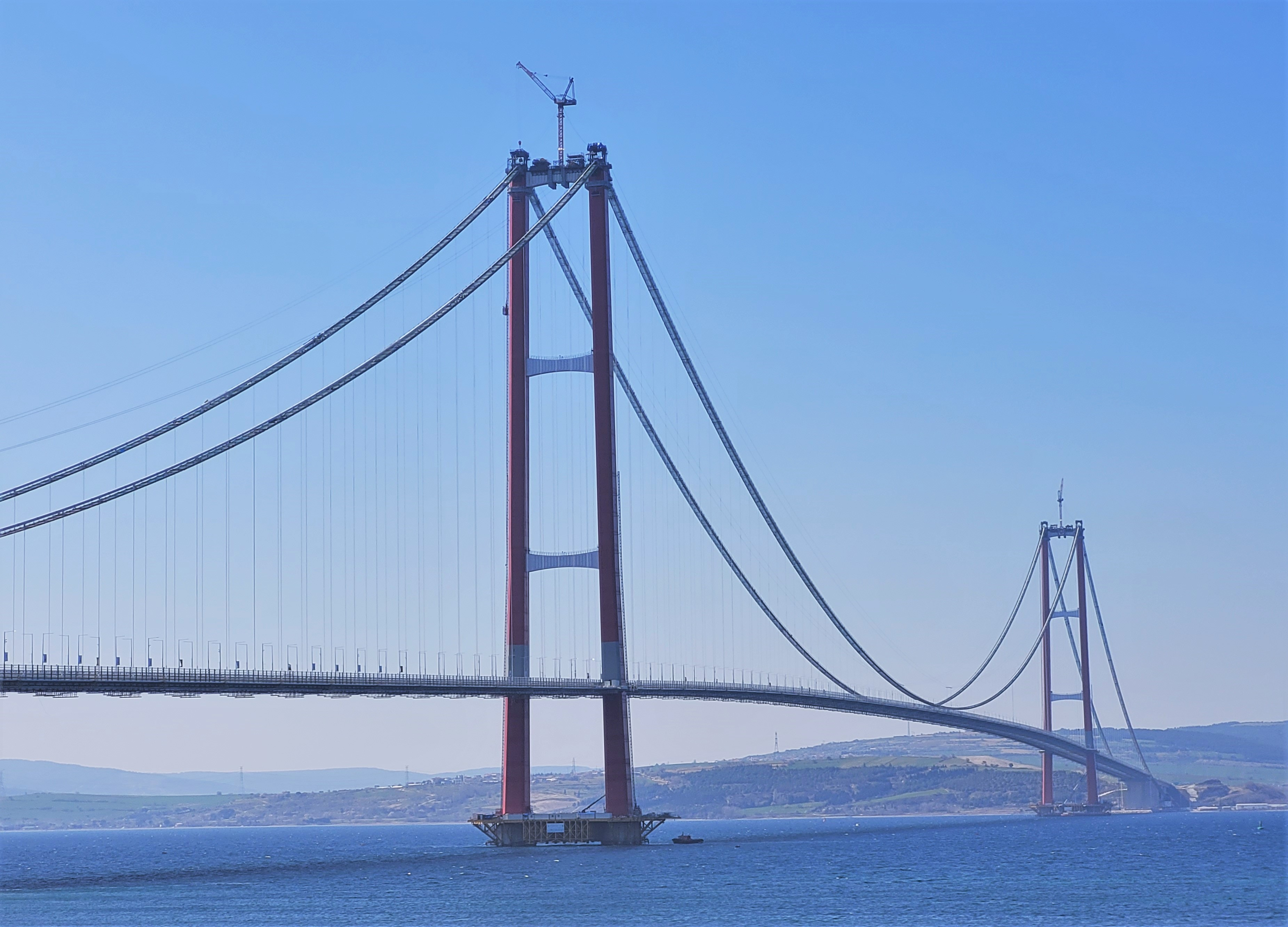
Most 1915 Çanakkale v Turecku, aktuálně visutý most s nejdelším rozpětím

Toto je seznam visutých mostů podle délky rozpětí hlavního pole (vzdálenost mezi dvěma pylony). Délka rozpětí hlavního pole bývá považována za nejběžnější metodu porovnávání velikosti visutých mostů, když obvykle koreluje s výškou pylonů i technickou složitostí mostů. Pokud má jeden most větší rozpětí než druhý, nemusí to nutně znamenat, že má delší vzdálenost i mezi mostními opěrami či že je delší od břehu k břehu.
Visuté mosty mají obvykle nejdelší rozpětí ze všech typů mostů. Druhými v pořadí z tohoto hlediska jsou zavěšené mosty, jejichž délka rozpětí však obvykle nepřesahuje 1 kilometr, nejdelší rozpětí je aktuálně 1 104 m.
Visutým mostem s nejdelším rozpětím je od března 2022 Most 1915 Çanakkale v Turecku, jehož rozpětí dosahuje 2 023 metrů. V letech 1998 až 2022 jím byl Most Akaši-Kaikjó v Japonsku, v letech 1981 až 1998 Humber Bridge ve Spojeném království, v letech 1964 až 1981 Verrazano-Narrows Bridge v USA a v letech 1937 až 1964 jen o málo kratší Golden Gate Bridge.
| Pořadí | Název                        | Rozpětí (m) | Přemosťuje         | Poloha            | Země        | Dokončen | Využití |
| 1.     | Most 1915 Çanakkale          | 2 023       | průliv Dardanely   | Gelibolu-Lapseki  | Turecko     | 2022     | dálnice |
| 2.     | Most Akaši-Kaikjó            | 1 991       | úžina Akaši        | Kóbe-Awadži       | Japonsko    | 1998     | dálnice |
| 3.     | Most Jang-s'-kang            | 1 700       | Jang-c’-ťiang      | Wu-chan           | Čína        | 2019     | silnice |
| 4.     | Most Nan-ša                  | 1 688       | Perlová řeka       | Kanton            | Čína        | 2019     | dálnice |
| 5.     | Most z Šen-čenu do Čung-šanu | 1 666       | deltu Perlové řeky | Šen-čen-Čung-šanu | Čína        | 2024     | dálnice |
| 6.     | Most Si-chou-men             | 1 650       | zátoka Chang-čou   | Čou-san           | Čína        | 2009     | dálnice |
| 7.     | Most přes Velký Belt         | 1 624       | Velký Belt         | Halsskov-Sprogoe  | Dánsko      | 1998     | dálnice |
| 8.     | Most Osmana Gaziho           | 1 550       | Marmarské moře     | İzmit             | Turecko     | 2016     | dálnice |
| 9.     | I Sun-sinův most             | 1 545       |                    | Josu              | Jižní Korea | 2012     | silnice |
| 10.    | Most Žun-jang                | 1 490       | Jang-c’-ťiang      | Jangčou           | Čína        | 2005     | dálnice |

Několik mostů s rozpětím přes 1 500 metrů je ve výstavbě. Nejdelším je zatím nepojmenovaný most přes Jang-c’-ťiang, který by měl mít rozpětí 2 300 metrů.

## Galerie

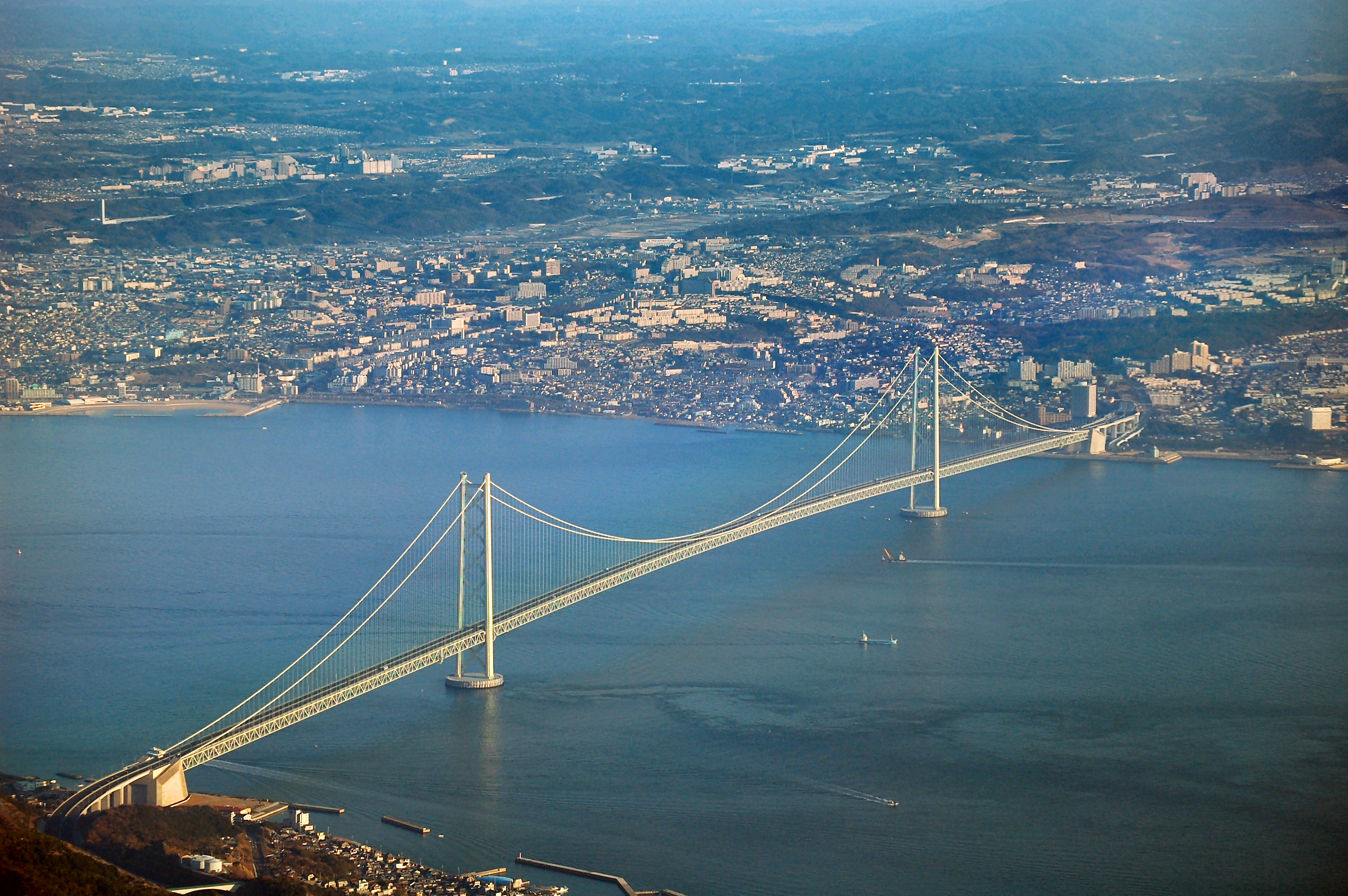
Most Akaši-Kaikjó
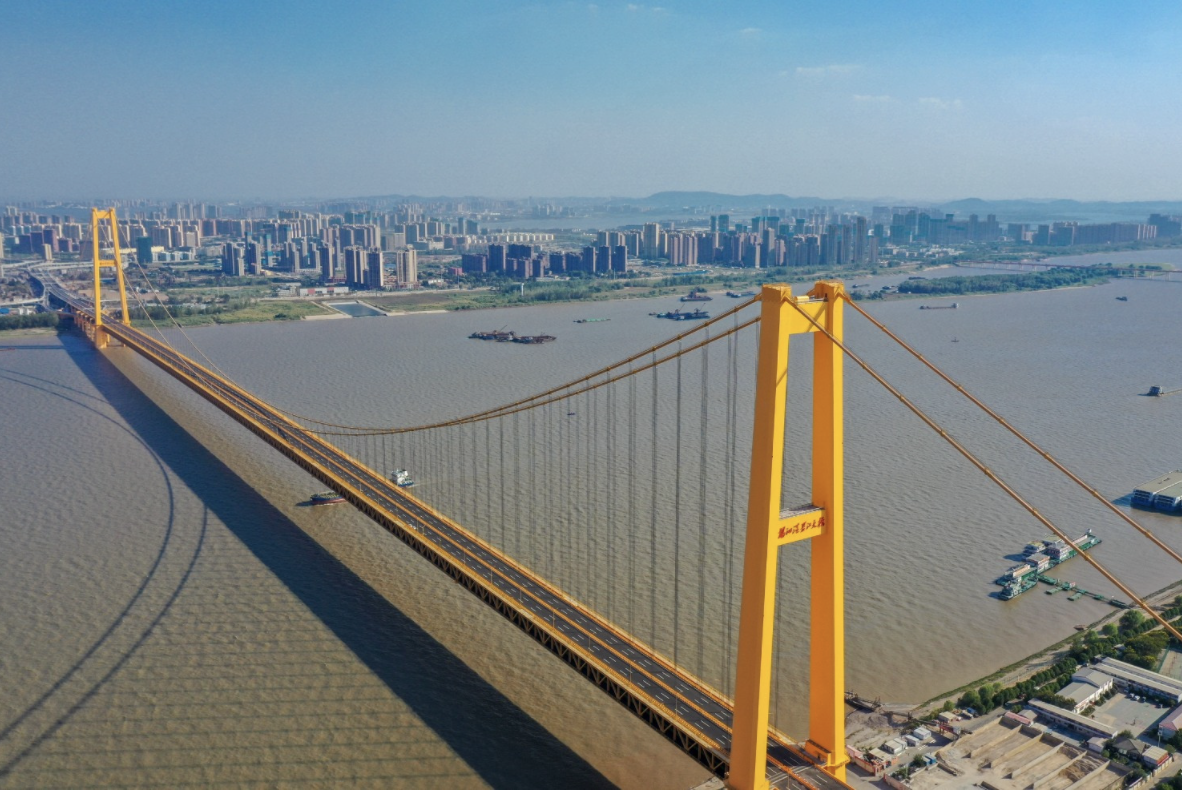
Most Jang-s'-kang
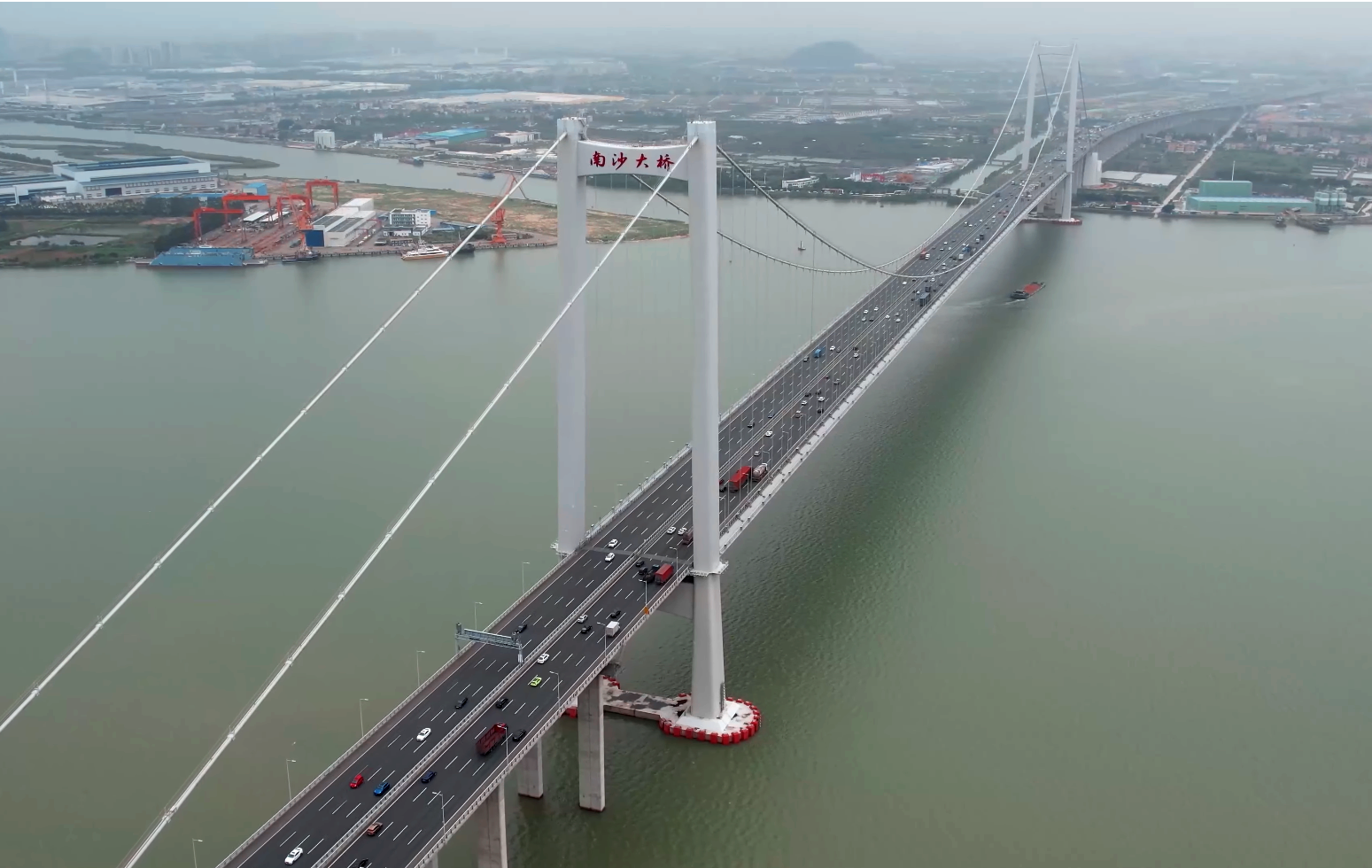
Most Nan-ša
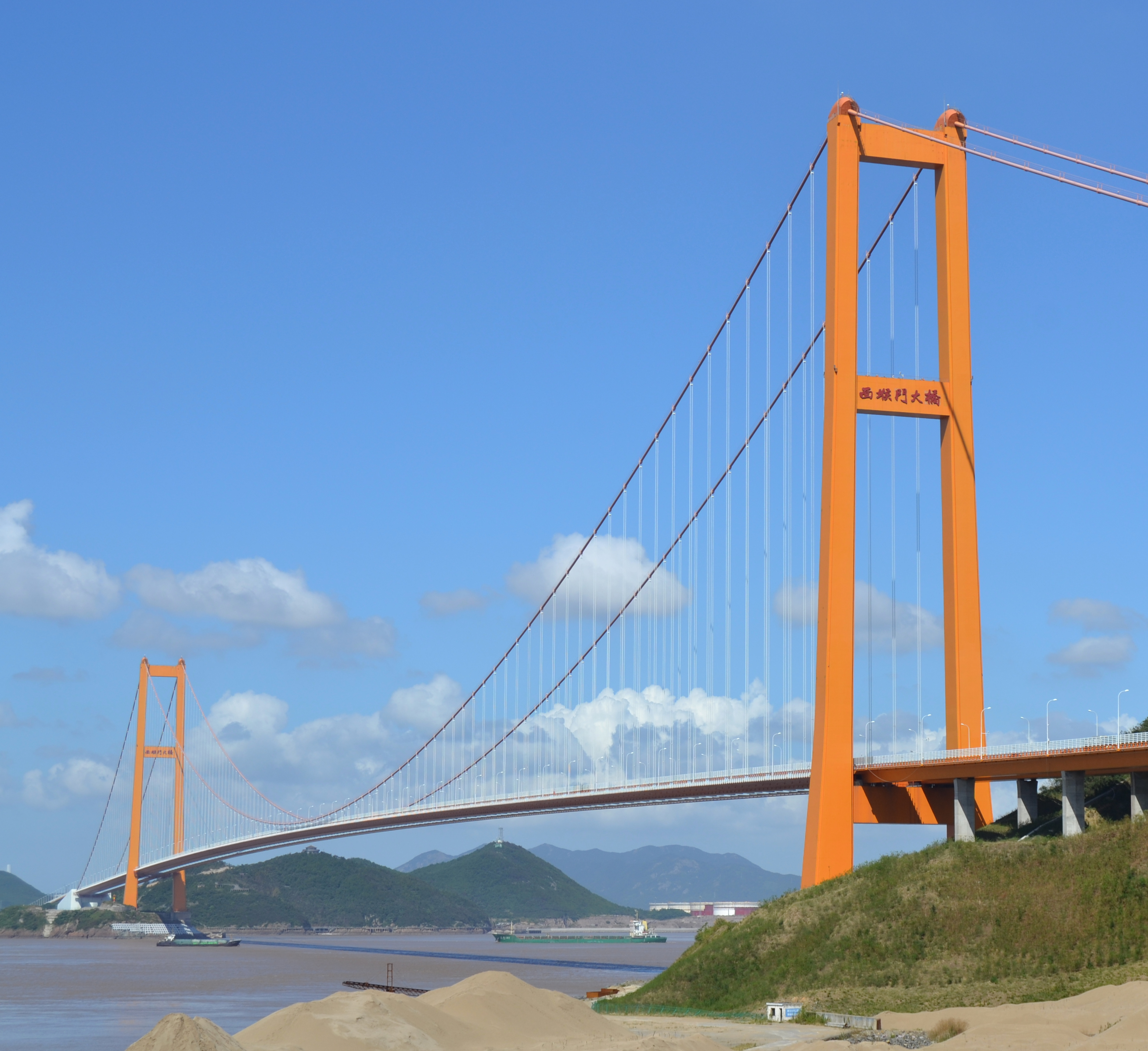
Most Si-chou-men
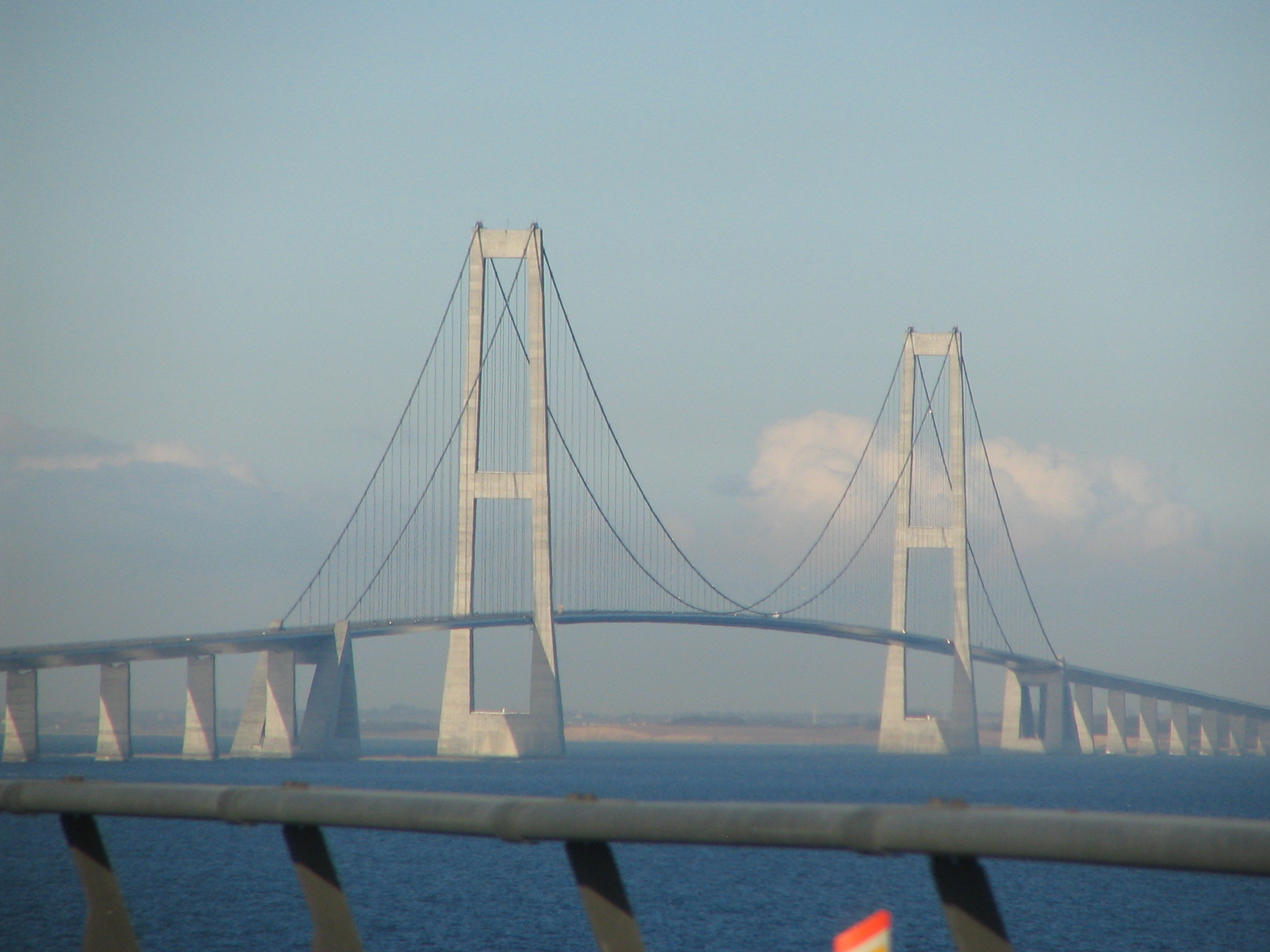
Most přes Velký Belt
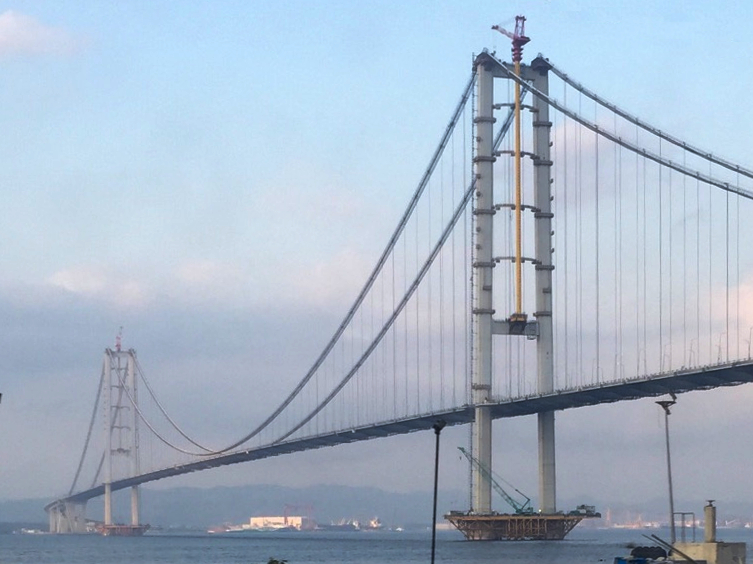
Most Osmana Gaziho
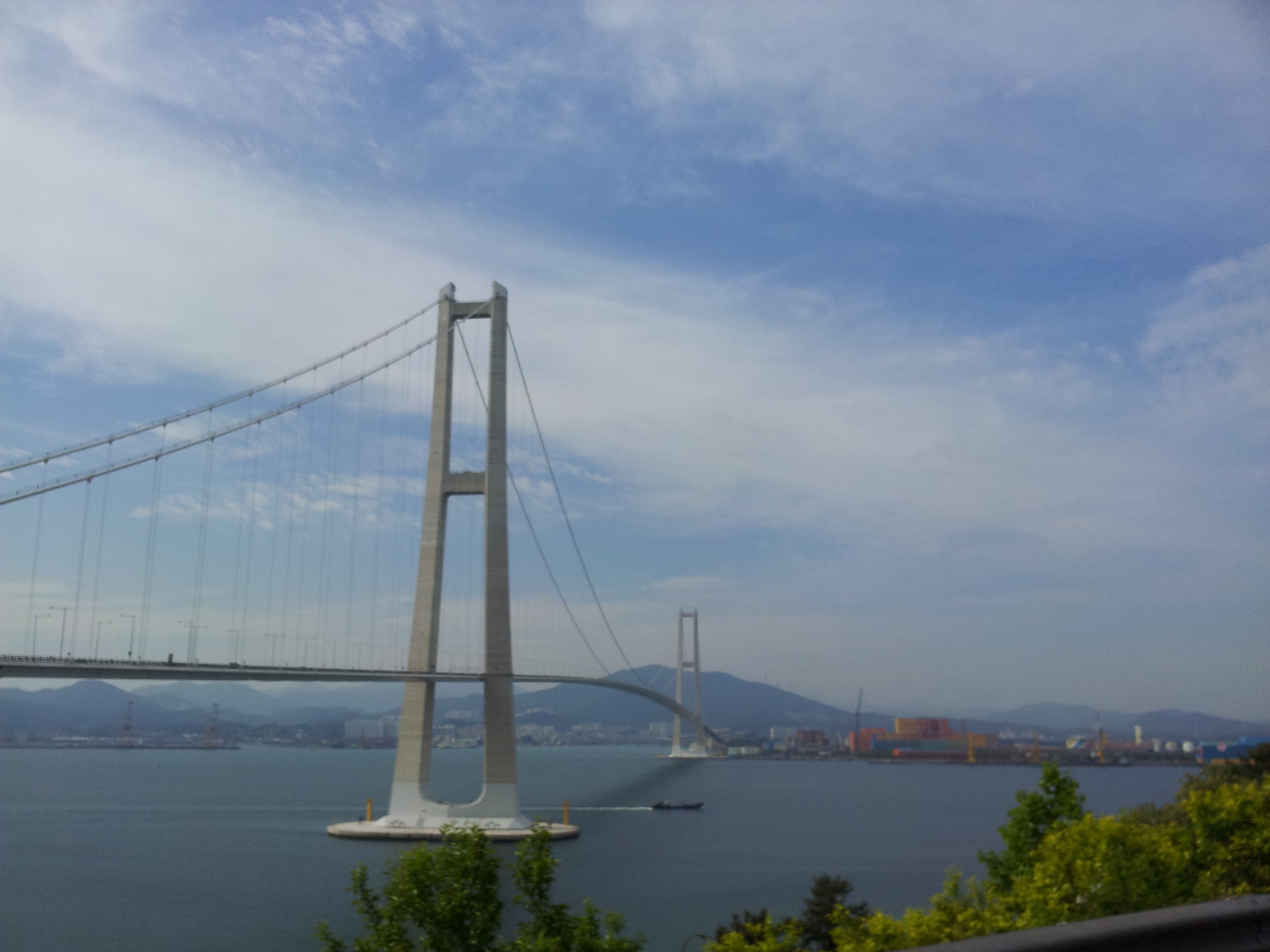
I Sun-sinův most
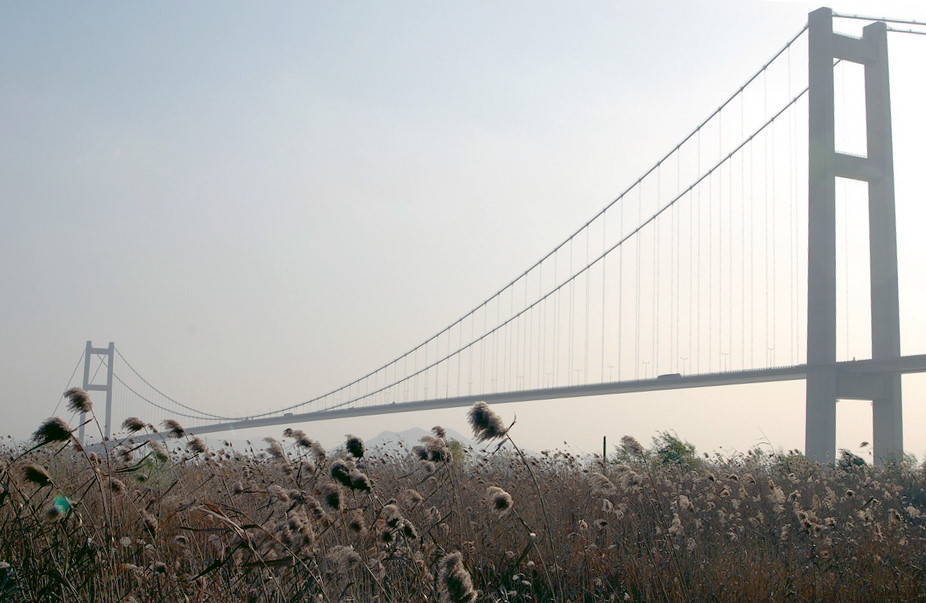
Most Žun-jang